# Björktjärnen (Torsåkers socken, Gästrikland)
Björktjärnen är en sjö i Hofors kommun i Gästrikland och ingår i Gavleåns huvudavrinningsområde. Sjön är 3,9 meter djup, har en yta på 0,0563 kvadratkilometer och är belägen 199 meter över havet.